# Noto
Noto (italià) / Nuotu (sicilià) és un municipi italià de l'illa de Sicília a la província de Siracusa. L'any 2006 tenia 23.473 habitants. Limita amb els municipis d'Avola, Canicattini Bagni, Ispica (RG), Modica (RG), Pachino, Palazzolo Acreide, Rosolini i Siracusa.
El juny de 2002 Noto entrà a formar part de la Llista del Patrimoni Mundial cultural i natural de la UNESCO, junt amb d'altres set ciutats de Sicília del sud-est (Caltagirone, Catània, Militello, Modica, Palazzolo Acreide, Ragusa, Scicli) devastades a finals del segle xvii per un violent terratrèmol, però reconstruïdes –en el mateix lloc o en un altre diferent— amb l'unificador, opulent i artístic estil barroc tardà que avui constitueix el seu fort i característic caràcter.
Noto representa l'exemple més interessant de l'aplicació de les teories urbanístiques de l'època, possible mercès a l'impuls i al fervor que tingué al govern virrei-al, la noblesa, l'Església i els Ordes religiosos, així com tota la població. El gran patrimoni històric i artístic difós per tot el territori, recuperat de les ruïnes habitades o produït per a orgull de la nova ciutat, és tal, que documenta dignament les glòries d'un centre que fou una important referència política, econòmica i cultural de l'antiga sotsdivisió geogràfica i administrativa de Sicília, com a capital de la Vall homònima.
A tan sols 10 km de la costa Jònica, als peus de la serra Hyblaea, està en el centre d'un territori molt significatiu tant des del punt de vits de la naturalesa, com ho testifiquen la presència de dues Reserves naturals, com des del punt de vista del paisatge humà, prova d'això són els signes de la històrica relació de transformació del territori. No menys importants són els testimonis arqueològics, des de l'edat prehistòrica a alt-medieval, els de les arts figuratives de tots els segles i els d'arquitectura barroca.

## Història
El territori de Noto fou habitat des de la prehistòria tal com ho testimonia la necròpolis de Castelluccio, que demostra el seu contacte amb les rutes comercials mediterrànies d'aquell temps (Grècia continental, Illa de Malta). Un important poble sícul emergit a Mendola fou pàtria del príncep i condotiero Duzecio, que el segle v aC. comanava una confederació de centres que s'oposaven a l'expansionisme grec i que fou fundador de la ciutat de Neai, assentada a l'Alveria. Les restes de cada època presents en aquest lloc demostren el desenvolupament i la prosperitat de la Noto Antiga al llarg dels segles: la necròpolis protohistòrica de l'edat de Finocchito (segle VIII-V aC), restes d'un gimnàs i tombes hel·lenístiques, sepulcres cristians, el castell i els murs medievals, esglésies, palaus i monestirs.
Floreix a l'edat hel·lenística i en temps de Hieró II (segle iii aC), Netum rebé el nom de civitas foederata sota el domini del Romans. Els àrabs, que la prengueren l'any 886, van convertir la fortificació en una de les seves fortalese. Així es creà una de les tres circumscripcions en les quals es dividí Sicília (Val di Noto). El 1090 Granconte Ruggero la reconquistà i l'assigna al seu fill Giordano.

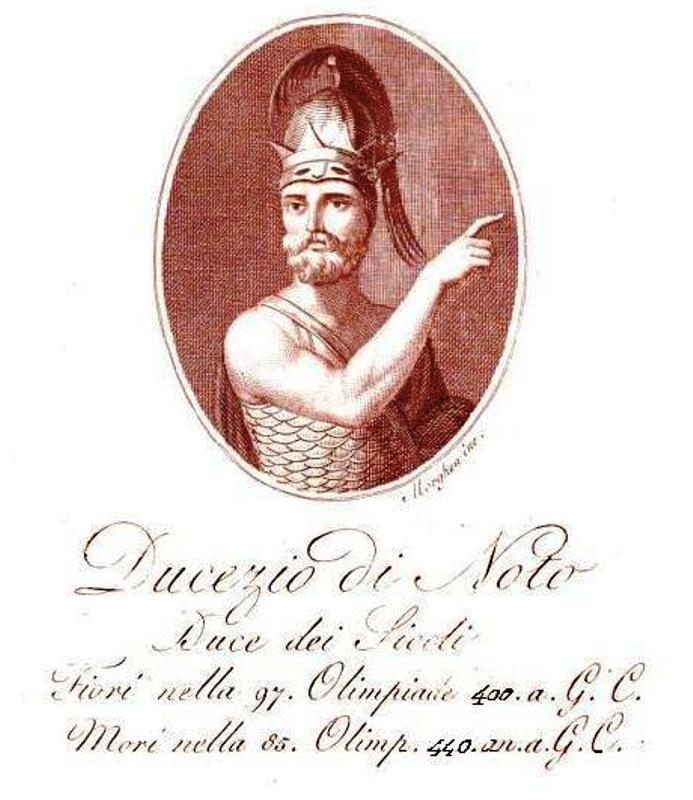
Pictorial del condotiero Ducezio

Després d'aquests breus parèntesis de les dominacions sueves i angevines, en el període aragonès la ciutat orbità entre l'esfera dels Chiaramonte i als d'Alagona, famílies  que mantenien una intensa lluita pel poder.  A la segona meitat del 1400 el rei Alfons el Magnànim nomenà virrei de Sicília en Nicolás Speciale, nadiu de Noto, i concedí la ciutat amb el títol de ducat al seu germà, Pietro. Fou un període de prosperitat i de fervor cultural, en el qual visqueren grans enginys. A Noto, se li atorgaren nombrosos privilegis del regne i s 'hi construïren prestigiosos edificis públics i privats.
El 1693 el devastador terratrèmol ensorrà tota la vila. La reconstrucció tingué lloc abandonant el vell emplaçament i construint una nova i monumental ciutat més a prop del mar, en un lloc més segur on tenien lloc les activitats econòmiques de la noblesa. El 1817 Noto perdé el títol de capital, que fou atorgat a Siracusa,  i va passar a ser capital de districte i, el 1844 , seu episcopal, tot garantint sempre fidelitat a la cort borbònica.
Després de la Unitat d'Itàlia i la supressió dels ordes religiosos, la ciutat visqué els problemes de l'emigració i els difícils períodes de les Grans Guerres. Hi hagué una sensible millora i expansió a partir de la postguerra, acompanyades per la recuperació de l'agricultura i la recent promoció de la seva natural vocació turística.

### Terratrèmol
L'11 de gener de 1693 un terratrèmol destruí nombrosos centres de la Vall di Noto. Amb sorprenent rapidesa per part de la Corona, a través de l'autoritat virregnal, s'anomenà en Giuseppe Lanza, duc de Camastra, vicari general per a la reconstrucció amb l'ajuda d'arquitectes i enginyers militars. El Duc expressà immediatament la intenció de reedificar la ciutat més avall, a l'altura del Landolina. Així doncs, a partir dels mesos següents al desastre,  la població fou traslladada i allotjada en barraques de fusta provisionals. L'àrea privilegiada seria el turó pla ?(pianaccio), on  es podia realitzar un traçat urbà correcte.
La resistència d'alguns nobles i de gran part de la població (que a través del referèndum celebrat el 1698 havia expressat la seva voluntat de tornar al vell lloc), comportà que els treballs es desenvolupessin molt  lentament, però després de les deliberacions del Consell, sostingudes pels que havien començat a construir la nova ciutat, el virrei Francisco Judice establí el 1702 el trasllat definitiu.
El desig de renovació en redissenyar el centre interessà les forces més actives i il·lustrades, entre les quals diversos aristòcrates i les forces vives oficials capaces de posar en marxa el programa constructiu. Com que no n'existeixen proves documentals específiques, l'actuació del pla urbanístic s'atribueix, segons les opinions, a diferents tècnics esmentats al costat de Camastra (i potser fos fruit de la convergència entre distints esforços): l'enginyer militar Carles de Grunemberg, el matemàtic Landolina, el jesuïta fra Angelo Itàlia, l'arquitecte Giuseppe Formenti.
Després d'haver elegit un tipus d'instal·lació oberta i regular, la nova Noto s'organitzà en dos barris: un a la superfície baixa, de forma rectangular, basada en tres eixos paral·lels a distinta altura amb tres places interceptades per l'eix major; l'altra, com un tauler d'escaigs sobre la terrassa superior, fundat sobre la plaça i sobre l'Església del Crucifix. El primer fou predominantment seu dels ordes religiosos i de l'aristocràcia; el segon, de la classe popular. En l'aplicació de les relacions harmòniques i dels cànons teoritzats pels tractadistes de l'època, es donà aquí una extraordinària oportunitat d'experimentació. La formació de la ciutat fou tanmateix el resultat de més d'un segle d'activitat edificadora.
Durant un temps es produí un desenvolupament d'àrees marginals i de la banda més baixa, en el qual l'eix de via Aurispa definí una part de la ciutat ja projectada en previsió del seu creixement, amb les esglésies edificades durant el segle xviii. En els edificis d'aquesta part s'aplicaren els llenguatges decoratius del neoclassicisme, de l'eclecticisme i del liberty, en una increïble coherència conjunta.

## Arquitectura religiosa
En l'arquitectura religiosa, que hereta els títols dels edificis destruïts, s'adoptaren poques tipologies planimètriques: organismes longitudinals basilicals o d'aula amb gran absis, és a dir cèntrica i polilobulada. Nombroses i variades són les façanes, no sempre connectades de forma congruent per a l'espai intern, pensades per a objectius purament representatius i escenogràfics. S'hi reconeixen els esquemes i el desenvolupament rectilini o vàriament recorbo, amb pilastres d'origen gegant o amb ordres de columnes sobreposades, connectades per vigoroses volutes i caracteritzats per portals i finestres tallades.
A Noto trobem el motiu de la façana fortament convexa a l'església de San Domenico, de Gagliardi (1688-1761). També és obra de l'arquitecte siracusà la façana de l'església major que, encerclada entre dues torres, evoca les arquitectures romanes del segle xvii. Gagliardi fou l'arquitecte més representatiu dels que aquí treballaren i no era aliè a la suggestió d'aquells models, per molt reelaborades que hagi estat les seves obres segons un gust propi i original. És el protagonista de l'edificació de l'església del Crocifisso (1715), de Santa Clara (1730), de Santa Maria del Arco (1730-33), de San Domenico, 1735), obra realitzada en la seva maduresa.

Seguiren l'exemple, enriquint-lo amb aportacions personals, Vicenzo Sinatra, Paolo i Bernardo Labisi, F. Sortino, però també i treballaren altres arquitectes com A. Gigante, A. Mazza, F. Randazzo, A. M. di San Giovanni. En l'arquitectura civil es distingeix l'aportació de Sinatra, autor del Palazzo Senatorio i potser de la Villa Eleonora, suburbana, ambdós caracteritzats pel cos central sobresortit i convex. Al mateix o a Labisi 

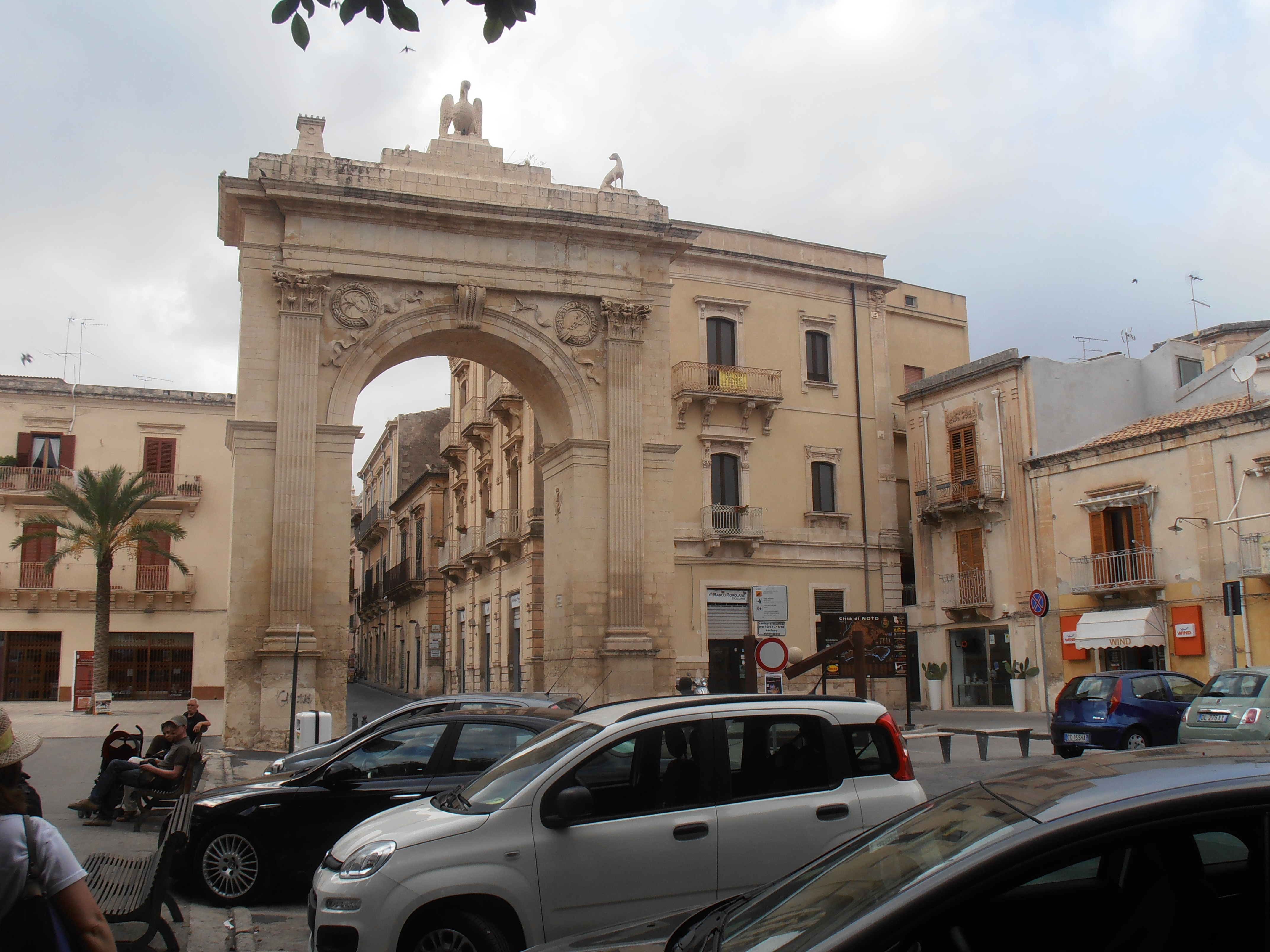
Portal Reial

podria atribuir-se el Palazzo Nicolaci, que desenvolupa el tema del grandiós prospecte a diversos nivells, nobilitat per la recerca de l'efecte i de la pretenciositat de la decoració esculpida, tal com ocorre amb el solemne front dels palaus Astuto i Trigona.

## El Portal reial
El neoclàssic, essencial arc triomfal que porta a la principal arteria del centre històric, fou construït el 1838 per l'arquitecte napolità Orazio Angelini, alumne de Canova, amb ocasió de la visita a la ciutat del rei Ferran II. Els símbols que es poden veure en la part més alta (torre, pelicà, galgo) són l'expressió de la força, de l'abnegació i de la fidelitat dels habitants de Noto vers el sobirà.

## Església de Sant Francesc

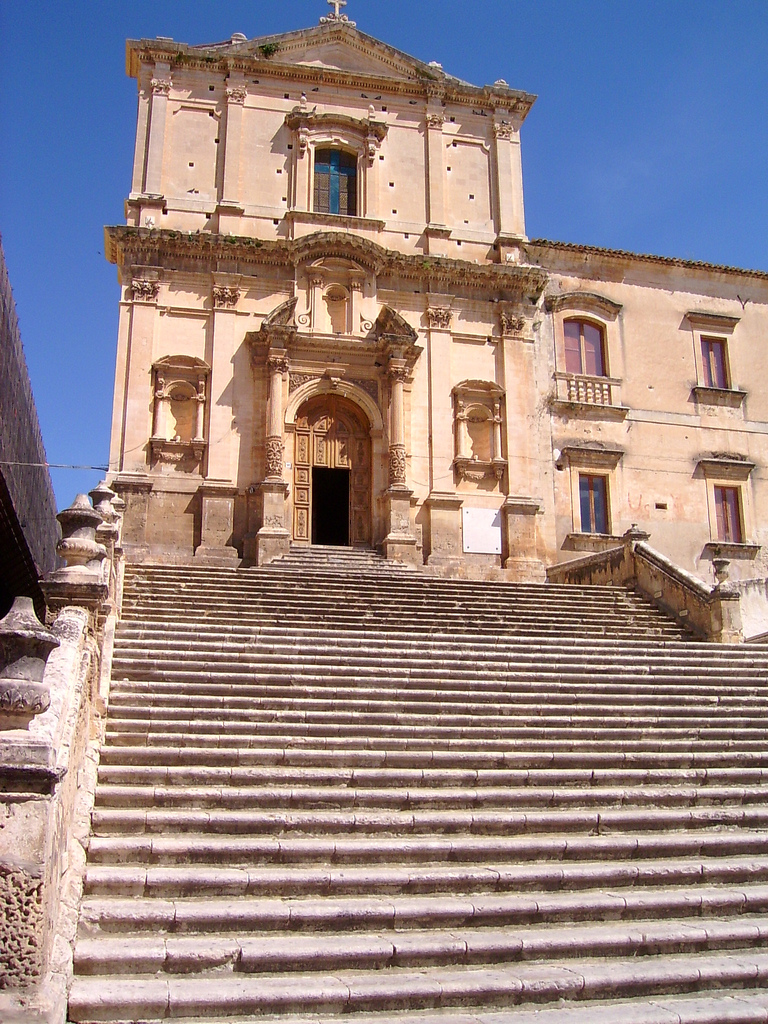
Façana de l'església de Sant Francesc

La Chiesa di San Francesco i el convent contigu dominen escenogràficament el primer gran espai sobre el qual s'assenta l'eix principal de la ciutat. Una àmplia escalinata arriba a l'edifici, atribuït a l'arquitecte V. Sinatra. En l'espaiosa i candida aula decorada amb estucs, amb volta rebaixada i pel presbiteri, decorat amb fornícules, trobem les estàtues de fusta de la Immaculada (1564) i algunes teles del segle xvii: en els dos altars laterals més decorats veiem L'Èxtasi de Sant Francesc i Sant Antoni predicant als peixos, d'O. Sozzi, unes figures d'intensa expressivitat. Interessants la Massacre dels Innocents i la làpida de la tomba del franciscà Bonasia (1575).

## La plaça XVI de Maig i l'església de San Domenico

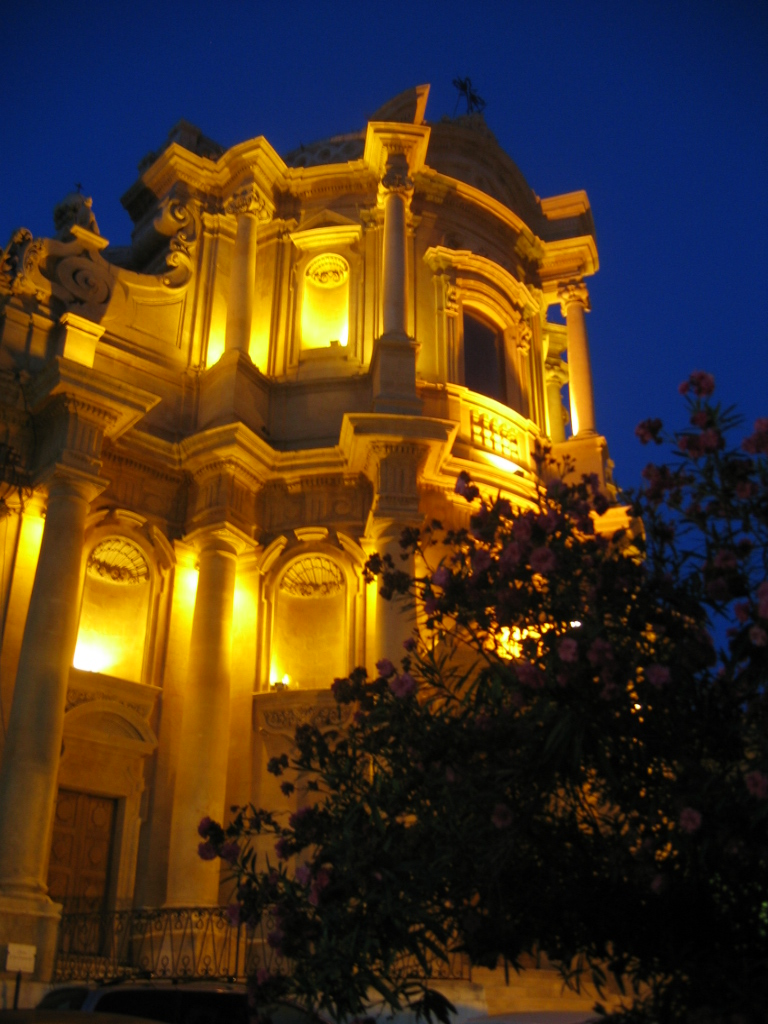
Chiesa di San Domenico - Noto

El tercer gran espai d'aquest eix monumental de la vila està adornat per la Villa d'Ercole del segle xix, amb una font en el centre (de mitjan segle XIX) que reutilitza l'estàtua de l'heroi del segle xvii i, als costats, els monuments a la poetessa M. Raeli. En la part del darrere s'aixeca monumental, al costat de l'antic convent dels Dominics, la convexa façana de l'església de San Domenico, excel·lint columnes i nínxols, obra d'art de Gagliardi. En l'interior si pot veure una gran cúpula sobre petxines i cúpules en les extremitats de les naus menors. Entre les obres conservades (altars, frontals i lavatoris marmoris) destaca el quadre de la Madonna del Roser.

## Administració
| Període | Identitat     | Partit      |
| ------- | ------------- | ----------- |
| 2006-   | Corrado Valvo | Centredreta |

## Galeria d'imatges

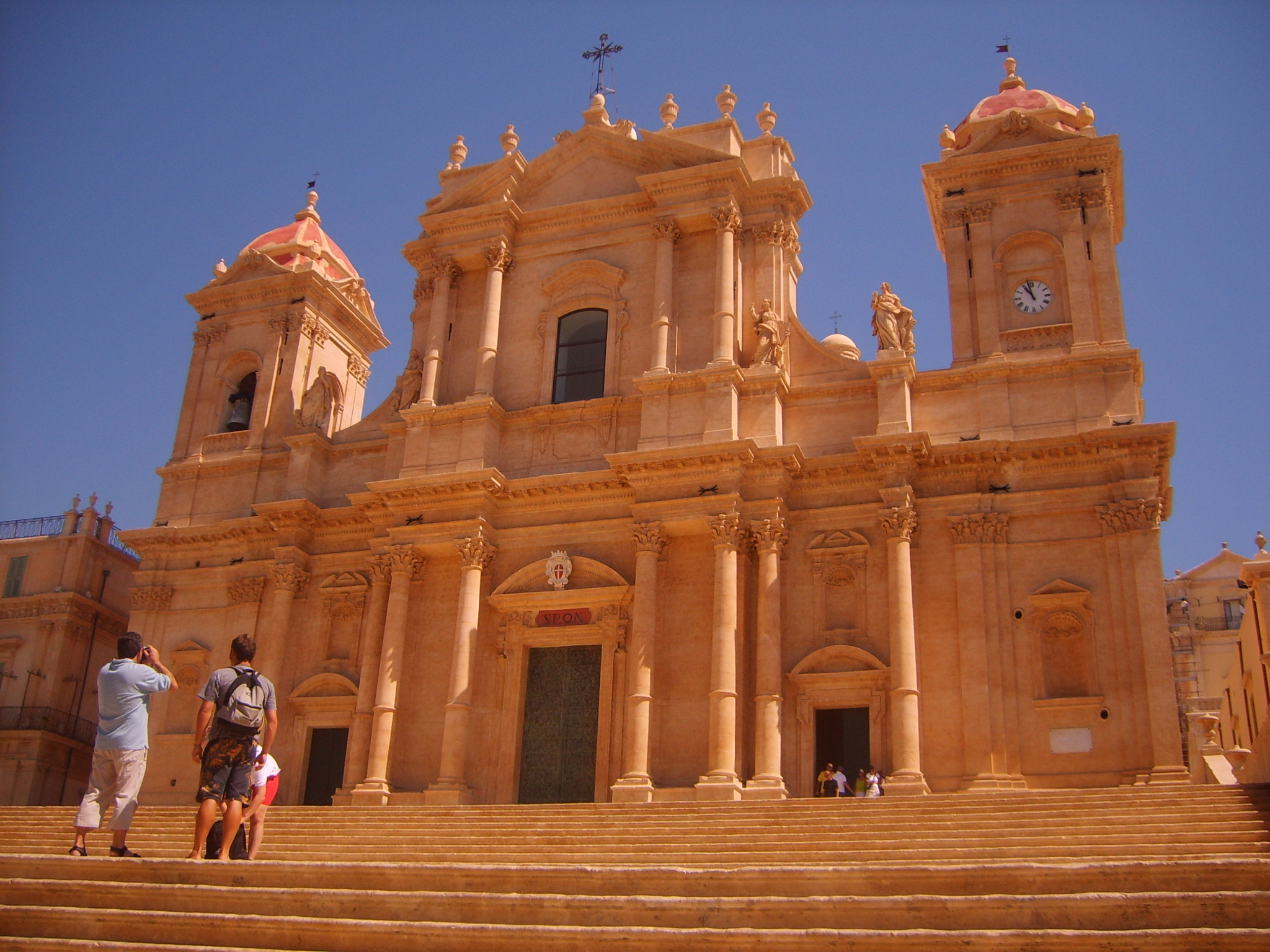
Catedral
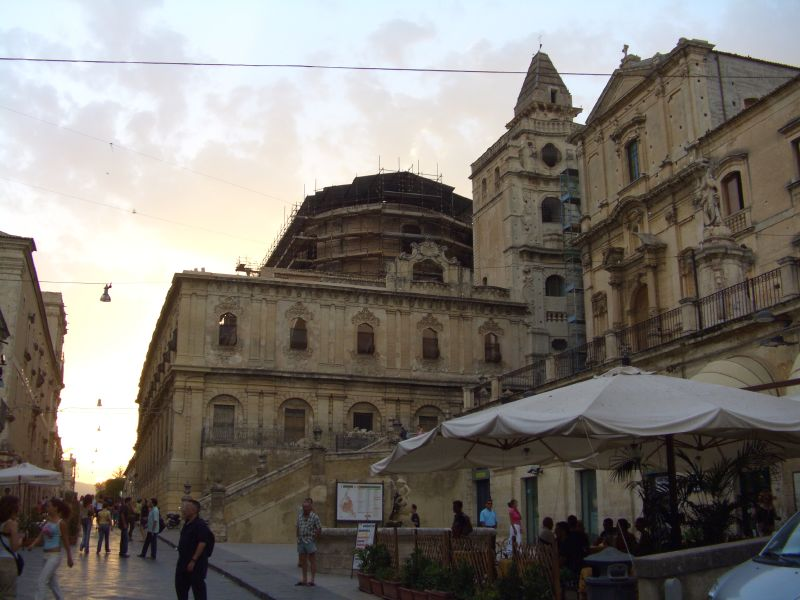
Piazza dell'Immacolata
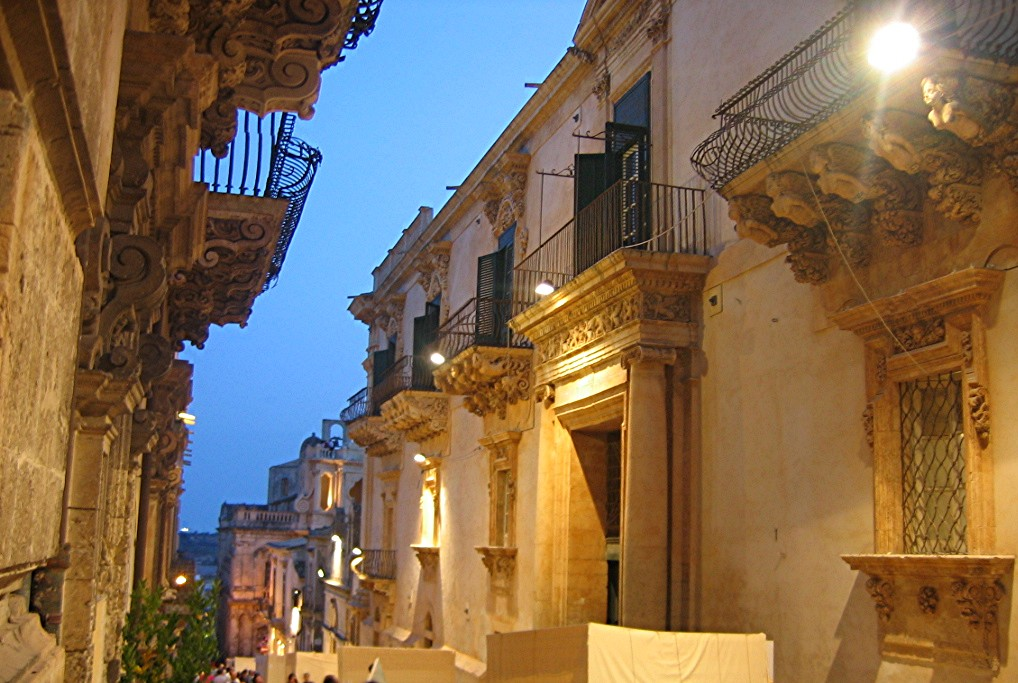
Via Nicolaci